# Look What the Cat Dragged In
| Recensione | Giudizio |
| ---------- | -------- |
| AllMusic   |          |

Look What the Cat Dragged in è il primo album in studio del gruppo musicale statunitense Poison, pubblicato il 2 agosto 1986 dalla Capitol Records.

## Il disco
Registrato in pochi giorni ai Music Grinder Studios di Los Angeles con il produttore Ric Browde, il disco è considerato uno dei primi esempi di hair metal sia dal punto di vista musicale che estetico. La copertina mostra infatti i membri dei Poison coperti di trucco e capelli cotonati, ed è stata vista come un cenno all'album Shout at the Devil dei Mötley Crüe. Le influenze musicali si rifanno invece a Kiss, Aerosmith e Van Halen.
Dopo un inizio a rilento, l'album riuscì a scalare le classifiche fino a raggiungere il terzo posto della Billboard 200 nel maggio 1987. Furono estratti tre singoli di successo: Talk Dirty to Me, I Want Action e I Won't Forget You. Un quarto singolo, Cry Tough, fallì l'accesso nella classifica statunitense, ma riuscì a posizionarsi in quella britannica. L'album ha venduto oltre quattro milioni di copie nel mondo.
In occasione del 20º anniversario, l'album è stato rimasterizzato con l'aggiunta di due tracce in versione singolo e una cover di You Don't Mess Around with Jim di Jim Croce.

## Tracce
Testi e musiche di Bret Michaels, C.C. DeVille, Bobby Dall e Rikki Rockett.
1. Cry Tough – 3:36
2. I Want Action – 3:05
3. I Won't Forget You – 3:35
4. Play Dirty – 4:08
5. Look What the Cat Dragged In – 3:10
6. Talk Dirty to Me – 3:44
7. Want Some, Need Some – 3:39
8. Blame it on You – 2:32
9. #1 Bad Boy – 3:14
10. Let Me Go to the Show – 2:45

### Tracce bonus 20º anniversario
1. I Want Action (single version) – 3:06
2. I Won't Forget You (single version) – 3:39
3. You Don't Mess Around with Jim (cover di Jim Croce) – 3:05

## Formazione
Gruppo
- Bret Michaels – voce
- C.C. DeVille – chitarra, cori
- Bobby Dall – basso, cori
- Rikki Rockett – batteria, cori

Produzione
- Ric Browde – produzione
- Jim Faraci – ingegneria del suono, produzione
- Michael Wagener – missaggio

## Classifiche
| Classifica (1987) | Posizione massima |
| ----------------- | ----------------- |
| Stati Uniti       | 3                 |